# Rolf Rein
Rolf Rein (* 10. Februar 1929 in Gau-Algesheim) ist ein deutscher Politiker (SPD) und war der erste Landrat des neu gegründeten Landkreis Alzey-Worms von 1969 bis 1988.

## Leben
Nach dem Abitur am Stefan-George-Gymnasium in Bingen am Rhein, Studium der Rechts- und Wirtschaftswissenschaften an der Uni Mainz. Daneben freie journalistische Mitarbeit an verschiedenen Tageszeitungen. Nach Abschluss des Studiums und des Vorbereitungsdienstes zunächst zwei Jahre Richter am Landgericht Mainz und den Amtsgerichten in Ingelheim und Bingen, anschließend ein Jahr ständiger Vertreter des Polizeipräsidenten in Mainz und fünf Jahre ständiger Vertreter des Landrats in Alzey.
Sein kommunalpolitisches Engagement begann 1956 als Mitglied des Stadtrates, Fraktionsvorsitzender und 1. Beigeordneten von Gau-Algesheim, darüber hinaus war er Mitglied des Kreistages Bingen. Von 1969 bis 1988 war er Landrat des damals neu gebildeten Landkreises Alzey-Worms.